# Brabham BT60B
O BT60B foi o último modelo da Brabham em 1992 da Fórmula 1. Condutores: Eric van de Poele, Giovanna Amati e Damon Hill.  

## Resumo
Para a temporada de Fórmula 1 de 1992, a equipe utilizou uma versão modificada do carro, chamada de BT60B, equipada com o motor Judd GV V10. Os carros foram pilotados pelo belga Eric van de Poele e pela novata italiana Giovanna Amati. No meio do ano, Amati foi substituída por outro estreante na Fórmula 1, o futuro campeão mundial de pilotos Damon Hill. O BT60B foi o último carro de Fórmula 1 produzido pela Brabham.
A temporada de 1992 foi um completo desastre para a outrora grandiosa equipe Brabham. Após van de Poele largar em 26º e último e terminar em 13º (também último) na corrida de abertura, o Grande Prêmio da África do Sul, nenhum dos carros conseguiu se classificar para uma corrida até a nona etapa, o Grande Prêmio da Grã-Bretanha de 1992, onde Hill largou em 26º.
Duas corridas depois, a equipe participou de sua última prova na Fórmula 1, no Grande Prêmio da Hungria, onde Hill obteve o melhor resultado da temporada para a equipe, terminando em 11º lugar, quatro voltas atrás do vencedor da corrida, Ayrton Senna.

## Resultados[1]
(legenda) 
| Ano  | Chassi | Motor       | Pneus | N° | Pilotos           | 1   | 2   | 3   | 4   | 5   | 6   | 7   | 8   | 9   | 10  | 11  | 12  | 13  | 14  | 15  | 16  | Pontos | Posição  |  |
| ---- | ------ | ----------- | ----- | -- | ----------------- | --- | --- | --- | --- | --- | --- | --- | --- | --- | --- | --- | --- | --- | --- | --- | --- | ------ | -------- |  |
|      |        |             |       |    |                   |     |     |     |     |     |     |     |     |     |     |     |     |     |     |     |     |        |          |  |
|      |        |             |       |    |                   | RSA | MEX | BRA | ESP | SMR | MON | CAN | FRA | GBR | GER | HUN | BEL | ITA | POR | JPN | AUS |        |          |  |
| 1992 | BT60B  | Judd GV V10 | G     | 7  | Eric Van de Poele | 13  | NQ  | NQ  | NQ  | NQ  | NQ  | NQ  | NQ  | NQ  | NQ  |     |     |     |     |     |     | 0      | NC (15º) |  |
| 1992 | BT60B  | Judd GV V10 | G     | 8  | Giovanna Amati    | NQ  | NQ  | NQ  |     |     |     |     |     |     |     |     |     |     |     |     |     | 0      | NC (15º) |  |
| 1992 | BT60B  | Judd GV V10 | G     | 8  | Damon Hill        |     |     |     | NQ  | NQ  | NQ  | NQ  | NQ  | 16  | NQ  | 11  |     |     |     |     |     | 0      | NC (15º) |  |